# Zeke Zarchy
Zeke Zarchy, nato Rubin Zarchy (New York, 12 giugno 1915 – Irvine, 11 o 12 aprile 2009), è stato un trombettista statunitense.

## Biografia
Dopo un iniziale interesse per il violino optò, ancora adolescente, per la tromba.
La sua carriera professionale cominciò nel 1934, nell'orchestra di Joe Haymes, in seguito militò nelle orchestra di Benny Goodman (1936) e di Artie Shaw (1937) per proseguire, fino alla fine del decennio nelle Big Band di Red Norvo, Bob Crosby e Tommy Dorsey.
In queste orchestre ebbe modo di mettersi in luce in assoli registrati e rimasti nella storia del jazz: Bugle Call Rag (Benny Goodman), Moonlight Cocktails (Glenn Miller) e South Rampart Street Parade (Bob Crosby).
Nel 1940 suonò con Glenn Miller, per poi riunirsi con quest'ultimo, agli inizi del 1943, nella band militare della Army Air Forces (fu tra l'altro uno delle ultime persone a parlare con Miller prima del suo fatale volo).
Nel dopoguerra si trasferì a Los Angeles dove suonò e registrò per diverse star quali (tra gli altri): Frank Sinatra, Louis Armstrong, Judy Garland, Tony Bennett, Peggy Lee, Dinah Shore.
La sua tromba rimane impressa anche in molte colonne sonore di film come: Glenn Miller Story, West Side Story e Doctor Zhivago, proseguì la sua carriera sunonando nella band della CBS in molti show televisivi, durante gli anni sessanta ed in seguito nello staff dell'orchestra della NBC.
Durante gli anni ottanta fu un membro della Great Pacific Jazz Band.